# Cristiano Censi
Cristiano Censi (Milano, 2 febbraio 1934 – Roma, 7 maggio 2017) è stato un attore e insegnante italiano.

## Biografia
Figlio di Giannina Censi, danzatrice futurista, stretta collaboratrice di Filippo Tommaso Marinetti, studia scultura con Marino Marini e poi pittura con Aldo Carpi. Dopo aver assistito a uno spettacolo di Marcel Marceau decide di iscriversi alla scuola del Piccolo Teatro di Milano, dove si diploma.
Debutta con la compagnia del Piccolo Teatro di Milano nel Coriolano, diretto da Giorgio Strehler. Collabora poi con Dario Fo con il quale forma il primo nucleo della compagnia Fo-Rame, recitando, tra gli altri, nel primo spettacolo della compagnia: Gli arcangeli non giocano a flipper che debutta all'Odeon di Milano. Dopo tre anni di collaborazione con Fo, inizia a lavora nelle produzioni nazionali del Teatro Stabile di Torino con Gianfranco De Bosio, del Teatro Stabile di Firenze con Beppe Menegatti, dove incontra Isabella Del Bianco. Insieme costituiscono la compagnia “Cristiano e Isabella”. Debuttano con uno spettacolo ispirato al mondo di Jules Feiffer: Che cosa stiamo dicendo?. Nel pubblico era presente Ennio Flaiano che ne trasse una riflessione in un suo articolo su L'Europeo In seguito mettono in scena molti altri testi e fondano, insieme a Vittorio Mezzogiorno e Stefano Satta Flores, la Cooperativa Teatrale Compagni di Scena, compagnia teatrale fortemente impegnata politicamente. In seguito, sempre con Isabella Del Bianco crea un sodalizio artistico con Alida Cappellini e Toni Garrani, con i quali metterà in scena i testi da lui scritti, diretti e interpretati come Pesci banana e A volta un gatto. Quest'ultimo grazie al successo di pubblico e critica rimane in scena per più di un mese, come racconta il giornalista e critico teatrale Rodolfo Di Giammarco in una sua intervista a Censi sul quotidiano La Repubblica (quotidiano) Nel 1983 fonda, insieme a Isabella Del Bianco, la scuola di recitazione Teatro Azione.
In televisione è tra i protagonisti dello sceneggiato televisivo Così per gioco, diretto da Leonardo Cortese, prodotto dalla RAI, accanto a Maddalena Crippa. Recita in diverse riprese per la tv di spettacoli teatrali per la RAI come Amedeo di Eugène Ionesco diretto da Giacomo Colli, in onda su RAI 1,  e in diversi sceneggiati come Sarti Antonio brigadiere di Loriano Macchiavelli, per la regia di Pino Passalacqua, Chiunque tu sia, Il balordo. Conduce, insieme a Isabella Del Bianco, il varietà Tiro al bersaglio, per la regia di Andrea Camilleri. Con la stessa Del Bianco nella stagione 1975-1976 interpreta Domenica dolce Domenica, un telefilm trasmesso all'interno di Domenica In.
Diverse le sue partecipazione cinematografiche, come nel film di Nando Cicero, Paulo Roberto Cotechiño centravanti di sfondamento, Irma la dolce regia di Vito Molinari, Dove volano i corvi d'argento per la regia di Piero Livi.
Dedica gli ultimi anni della sua vita all'insegnamento della recitazione (tra i suoi allievi Elio Germano, Maya Sansa, Carolina Crescentini, Nicolas Vaporidis) e alla pittura nella sua casa romana.

## Filmografia

### Cinema
- Tutto suo padre, regia di Maurizio Lucidi (1978)
- Languidi baci... perfide carezze, regia di Alfredo Angeli (1976)
- Dove volano i corvi d'argento, regia di Piero Livi (1977)
- Teste di quoio, regia di Giorgio Capitani (1981)
- Paulo Roberto Cotechiño centravanti di sfondamento, regia di Nando Cicero (1983)

### Televisione
- Chiunque tu sia, regia di Mario Foglietti (1977)
- Sarti Antonio Brigadiere, regia di Pino Passalacqua (1978)
- Il balordo, regia di Pino Passalacqua (1978)
- Così per gioco, regia di Leonardo Cortese (1979)
- Illa: Punto d'osservazione, regia di Daniele D'Anza (1981)
- Panagulis vive, regia di Giuseppe Ferrara (1982)
- L'indizio (cinque inchieste per un commissario), 2º episodio, regia di Andrea Camilleri (1982)

## Teatro
- 1959, Gli arcangeli non giocano a Flipper, di Dario Fo, regia di Dario Fo (Produzione Compagnia Fo-Rame)
- 1960, Aveva due pistole con gli occhi bianchi e neri, di Dario Fo, regia di Dario Fo (Produzione Compagnia Fo-Rame)
- 1961-1962, Don Giovanni involontario, di Vitaliano Brancati, regia di Gianfranco De Bosio (Produzione Teatro Stabile di Torino)
- 1967, Che cosa stiamo dicendo? di Cristiano Censi, regia di Cristiano Censi
- 1981, Pesci Banana di Cristiano Censi, regia di Cristiano Censi
- 1983, A volte un gatto, di Cristiano Censi, regia di Cristiano Censi